# Opéra de Ljubljana
L'Opéra de Ljubljana (en slovène : Opera ou ljubljanska operna hiša) est un opéra de Ljubljana, la capitale de la Slovénie. Il héberge l'Opéra national et le Ballet national slovène. Il se situe entre le bâtiment du Parlement slovène, le Musée national et la Galerie nationale.

## Histoire
Le bâtiment était à l'origine nommé le Théâtre Provincial (en slovène : Deželno gledališče) et a été construit entre 1890 et 1892 en style Néo-Renaissance par les architectes tchèques Jan Vladimír Hráský et Anton Hruby. Avant la construction du Théâtre allemand (actuellement Théâtre Dramatique National de Ljubljana) en 1911, le bâtiment servait comme lieu pour des productions à la fois en slovène et en allemand, et par la suite, seulement en slovène.

## Architecture
La façade de l'Opéra présente des colonnes Ioniques supportant un fronton avec un tympan au-dessus de l'entrée. Sur chaque côté se trouvent deux niches ornées de statues allégoriques de la Tragédie et de la Comédie par le sculpteur Alojz Gangl (sl) (1859-1935).

## Galerie

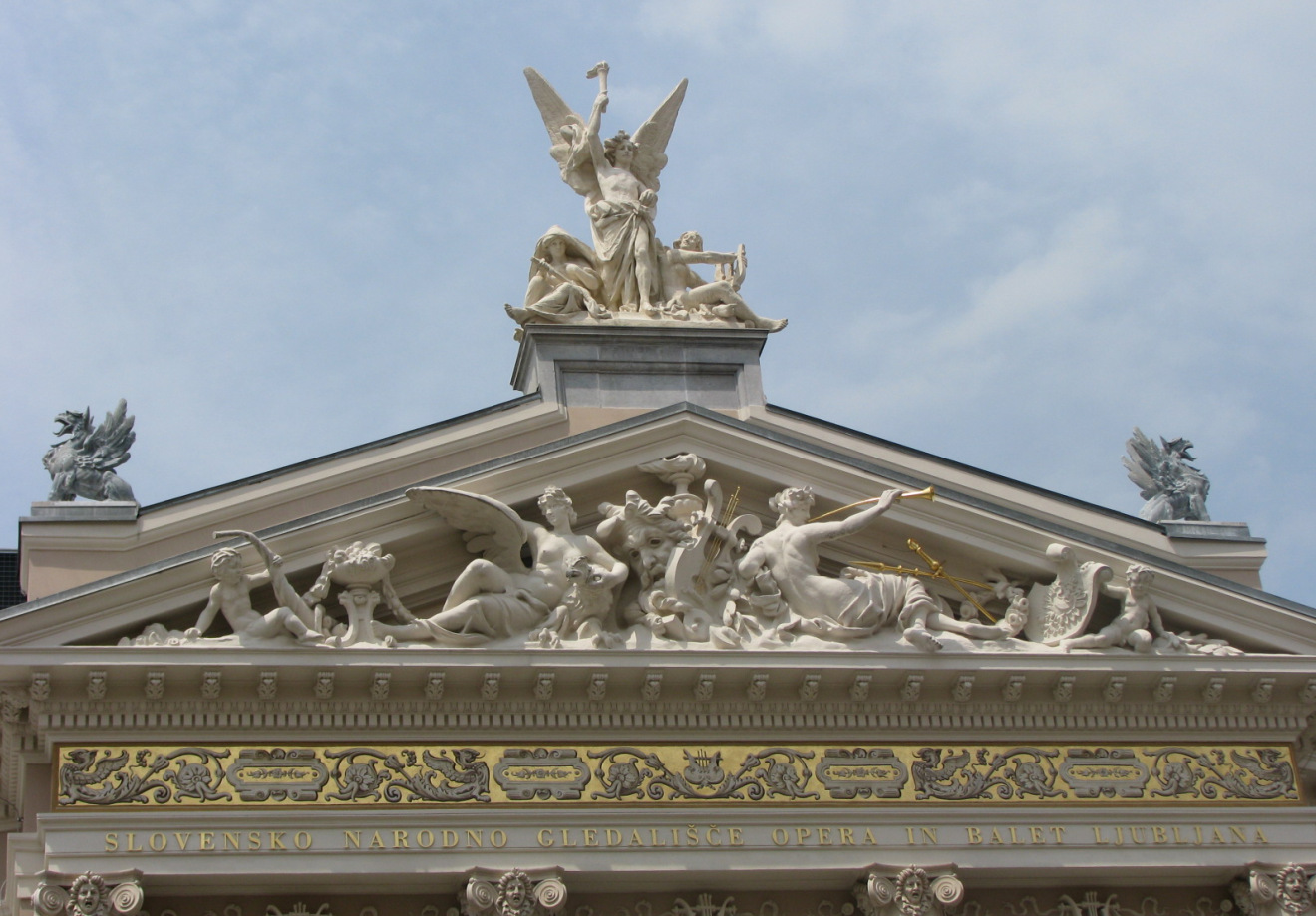
Le Génie avec la torche et d'autres statues au-dessus de l'entrée principale
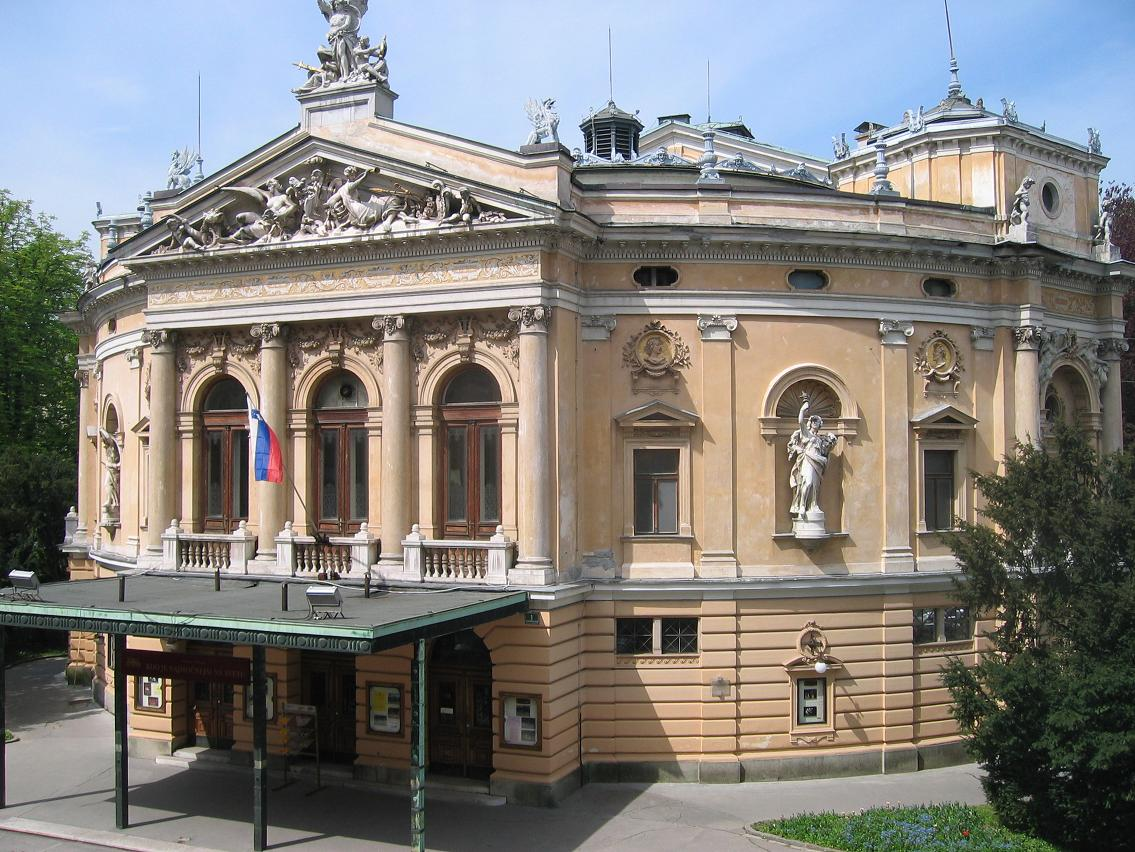
L'Opéra de Ljubljana avant l'importante restauration de 2011
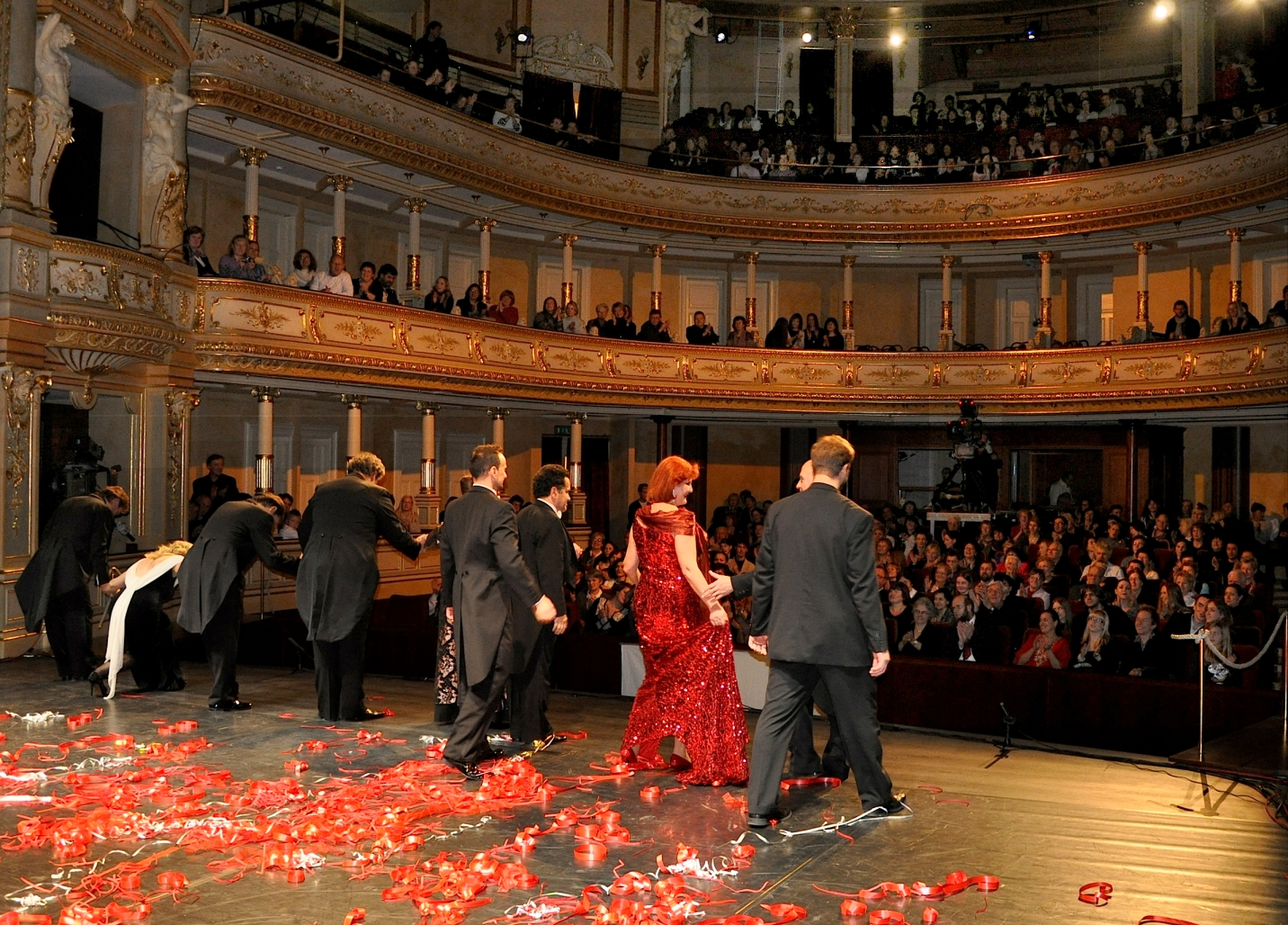
L'intérieur après une importante restauration en 2011
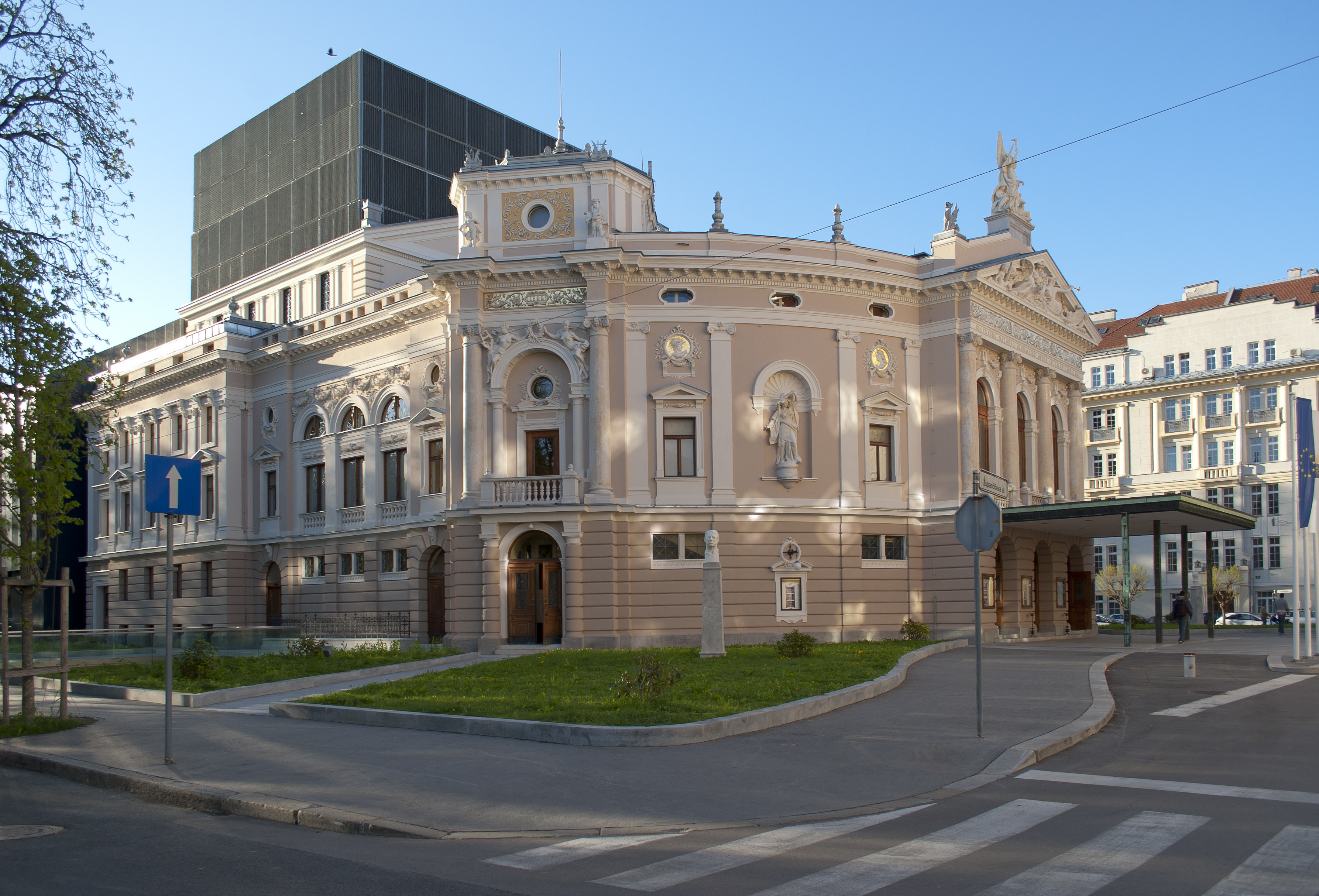
L'Opéra après une importante restauration en 2011. L'extension est visible à l'arrière.